# 4975 Dohmoto
4975 Dohmoto este un asteroid din centura principală, descoperit pe 16 septembrie 1990 de Tetsuya Fujii și Kazuo Watanabe.